# Tetragnatha hawaiensis
Tetragnatha hawaiensis este o specie de păianjeni din genul Tetragnatha, familia Tetragnathidae, descrisă de Simon, 1900. Conform Catalogue of Life specia Tetragnatha hawaiensis nu are subspecii cunoscute.